# Néstor Adrián de Vicente
Néstor Adrián de Vicente (Sarandí, Buenos Aires, Argentina; 16 de junio de 1964 - Rincón de Milberg, Buenos Aires, Argentina; 20 de marzo de 2011) fue un futbolista argentino que se desempeñaba en la posición de mediocampista y jugó en diversos clubes de Argentina.
Su padre, Néstor Antonio de Vicente, jugó de lateral derecho en Racing Club y fue campeón en 1958 y 1961.

## Carrera
Surgido de las inferiores de Platense, debutó en River Plate el 14 de febrero, ante Nueva Chicago en la cancha de Huracán por el Campeonato de Primera División de 1982.
Jugó 214 partidos en River, Instituto, Talleres, Platense, Racing Club, Estudiantes y en el fútbol suizo. Fue ídolo en el Grasshoppers de Suiza, donde ganó cuatro títulos.
En Platense siempre se lo recordó como el zurdo de las remontadas heroicas en la gran campaña de la temporada 1987/88 cuando el equipo ganó la Liguilla Pre-Libertadores tras vencer en una final a tres partidos a Boca Juniors por 0-0, 1-1 y 2-1 para Platense.
En Racing Club alcanzó la gloria por el gol que le hizo a Independiente en el clásico de Avellaneda del 21 de octubre de 1993 y que le permitió la victoria a su equipo por 1 a 0 y quedar 2 puntos de la cima del Campeonato. Fue indispensable para la victoria de visitante de Racing contra Boca Juniors por 6 a 4 el 3 de diciembre de 1995.
A los 35 años se despidió definitivamente del fútbol y empezó a trabajar con Jorge Cysterszpiler, ex-mánager de Diego Armando Maradona, en la representación de jugadores en el fútbol alemán. El 9 de marzo de 2010 el futbolista recibió su última ovación en la cancha marplatense.

## Tragedia y fallecimiento
Adrián de Vicente falleció el domingo 20 de marzo de 2011 en un accidente automovilístico en el Camino de Los Remeros, cercano al country Nordelta, en la localidad de Rincón de Milberg.
Un gran amigo de Martín Demichelis, el 27 de junio de 2009 se convirtió en el padrino de su hijo con Evangelina Anderson, Martín Bastián.
Sus restos mortales descansan en el cementerio Parque de la Gloria en Berazategui.

## Clubes
| Club         | País      | Año       |
| ------------ | --------- | --------- |
| River Plate  | Argentina | 1982-1985 |
| Instituto    | Argentina | 1985-1986 |
| Talleres     | Argentina | 1986-1987 |
| Platense     | Argentina | 1987-1988 |
| Grasshoppers | Suiza     | 1989-1993 |
| Estudiantes  | Argentina | 1993-1994 |
| Racing Club  | Argentina | 1994-1998 |

## Palmarés
| Título                    | Equipo      | País      | Año     |
| ------------------------- | ----------- | --------- | ------- |
| Liguilla Pre-Libertadores | Platense    | Argentina | 1987    |
| Copa de Suiza             | Grasshopper | Suiza     | 1989    |
| Nationalliga A            | Grasshopper | Suiza     | 1989-90 |
| Copa de Suiza             | Grasshopper | Suiza     | 1990    |
| Nationalliga A            | Grasshopper | Suiza     | 1990-91 |